# Gloucestershire County Football League
Gloucestershire County Football League là một giải bóng đá Anh thành lập năm 1968, liên kết với Gloucestershire County FA.
Giải đấu nằm ở Bậc 7 (hay Cấp độ 11) của National League System và góp đội cho Hellenic League Division One West và Wessex League. Các câu lạc bộ di chuyển từ GCL đến Hellenic League trong các mùa giải gần đây bao gồm Brimscombe & Thrupp, Longlevens và Tuffley Rovers.  Giải đấu luôn chỉ có 1 hạng đấu duy nhất. Trong mùa giải 2015–16, có 17 đội bóng tham gia.
```
Bristol & Suburban League
, 
Bristol Premier Combination
, và 
Gloucestershire Northern Senior League
 là các giải đấu góp đội cho Gloucestershire County League.
```

## Quản lý
Giải đấu có tối đa 20 câu lạc bộ và phải liên kết với Gloucestershire Football Association.
Sân nhà hay trụ sở của đội bóng phải nằm trong hạt Gloucestershire hoặc nằm ở các phần của thành phố Bristol mà nằm trong biên giới thành phố năm 1908.
Giải đấu là một bộ phận của tháp bóng đá và các câu lạc bộ có quyền lên xuống hạng.
Cuối mỗi mùa giải, Joint Liaison Committee xác nhận sự lên xuống hạng giữa các giải đấu của các đội bóng và chịu trách nhiệm điều chỉnh biên giới để giải đấu hợp lý. Ủy ban được rút ra từ Western Football League, Gloucestershire County League, Somerset County League, South West Peninsula League và Wiltshire League.

## Lịch sử
Giải đấu được thành lập năm 1968. Chủ tịch đầu tiên là F.Dowling, người được hỗ trợ bởi Hon. Secretary, L.V. James. Les James có giải Leagues' Cup mang tên ông để ghi nhận sự cống hiến của ông cho bóng đá và giải đấu trong Gloucestershire. Chủ tịch, Mr F. Dowling, trao chức vô địch cho Stonehouse FC, đội bóng đầu tiên vô địch County League.
Các câu lạc bộ đã rời khỏi Gloucestershire County League và đang thi đấu ở các cấp độ cao hơn bao gồm:
| - Almondsbury - Bishop's Cleeve - Brimscombe & Thrupp - Bitton - Bristol St George (hiện tại có tên là Roman Glass St. George) - Cadbury Heath - Cinderford Town - Cirencester Town - Fairford Town - Cribbs Friends Life (hiện tại có tên là Cribbs) - Forest Green Rovers | - Lawrence Weston Hallen (hiện tại có tên là Hallen) - Longlevens - Longwell Green Sports - Lydney Town - Oldland (hiện tại có tên là Oldland Abbotonians) - Winterbourne United - Slimbridge - Shortwood United - Tytherington Rocks - Yate Town |

Các đội bóng cũ ở County League rơi xuống các cấp độ thấp hơn bao gồm:
- Harrow Hill tham dự County League mùa giải 1982/83 và thăng hạng Hellenic Football League mùa giải 1995/96 nhưng giờ đã trở về thi đấu ở Gloucestershire Northern Senior League.[2]
- Stonehouse Town là một trong những đội bóng đầu tiên của County League thi đấu trong 20 năm cho đến năm 1988.  Từ năm 1947 đến năm 1960 câu lạc bộ thi đấu ở Western Football League.[3]

## Các câu lạc bộ hiện tại mùa giải 2015–16
- AEK Boco
- Bishop's Cleeve Dự bị
- Bristol Telephones
- Broadwell Amateurs
- Cheltenham Civil Service
- Ellwood
- Frampton United
- Gala Wilton
- Hanham Athletic
- Hardwicke
- Henbury
- Kingswood
- Patchway Town
- Rockleaze Rangers
- Southmead Community Sport Athletic
- Thornbury Town
- Yate Town Dự bị

## Danh sách các đội vô địch
| - 1968–69 – Stonehouse Town - 1969–70 – Bristol St George - 1970–71 – Cadbury Heath - 1971–72 – Cadbury Heath - 1972–73 – Cadbury Heath - 1973–74 – Cadbury Heath - 1974–75 – Matson Athletic - 1975–76 – Matson Athletic - 1976–77 – Almondsbury Greenway - 1977–78 – Almondsbury Greenway - 1978–79 – Almondsbury Greenway - 1979–80 – Almondsbury Greenway - 1980–81 – Almondsbury Greenway - 1981–82 – Shortwood United - 1982–83 – Old Georgians - 1983–84 – Sharpness | - 1984–85 – Old Georgians - 1985–86 – Patchway - 1986–87 – Old Georgians - 1987–88 – Old Georgians - 1988–89 – Lawrence Weston Hallen - 1989–90 – Ellwood - 1990–91 – Tuffley Rovers - 1991–92 – Patchway Town - 1992–93 – Hallen - 1993–94 – Cadbury Heath - 1994–95 – Henbury Old Boys - 1995–96 – DRG - 1996–97 – Old Georgians - 1997–98 – Cadbury Heath - 1998–99 – Cadbury Heath - 1999–00 – Highridge United | - 2000–01 – Winterbourne United - 2001–02 – Roman Glass St. George - 2002–03 – Patchway Town - 2003–04 – Almondsbury - 2004–05 – Highridge United - 2005–06 – Lydney Town - 2006–07 – Roman Glass St. George - 2007–08 – Hardwicke - 2008–09 – Slimbridge - 2009–10 – Thornbury Town - 2010–11 – Brimscombe & Thrupp - 2011–12 – Cribbs Friends Life - 2012–13 – Longlevens - 2013–14 – Longlevens - 2014-15 - Cheltenham Civil Service |